# Mundesley
Mundesley is een civil parish in het bestuurlijke gebied North Norfolk, in het Engelse graafschap Norfolk met 2758 inwoners.